# 켈트 미술
켈트 미술(Celtic art)은 켈트족과 연관된 미술이다.

## 개요
켈트인(Celt人)은 거석문화(巨石文化)를 이루어 놓은 중부·북부 유럽의 선주(先住) 민족이었다. 그 조형의 특질은 지중해민족이 지니고 있던 자연주의적인 사실법(寫實法)에 대해 직선과 곡선의 조합이나 나란히 배열하는 추상적 장식표현이었다. S자무늬, 나선문(螺線紋), 와문(渦紋), 꽈배기무늬는 그 대표적인 모티프였다. 이 무늬들은 원래 장식인 동시에 어떤 종교적 의미를 가지고 있었다고 생각된다. 기독교가 그들의 고장에 전파되었을 때 이러한 토착적 장식요소는 그 종교적 의미와 더불어 기독교 미술에 흡수되었다(최초에는 기독교가 그 고장의 지지를 얻기 위해 이러한 것에 동화되었다고 생각하여도 좋다.). 또한 켈트 미술의 모티프에는 그 외에 라틴 민족에게 없는 동물무늬와 괴수(怪獸)무늬가 있다. 그것>은 모름지기 옛날에 중앙아시아의 우랄스키타이족과 왕래가 있었을 때, 그들로부터 전승된 것이라고 생각된다.

## 장식사본
초기 중세의 켈트 미술의 특질이 가장 잘 보존되어 있고, 기독교 미술과의 결합을 전형적으로 보여주는 것은 아일랜드와 북잉글랜드의 수도원에서 제작된 장식사본(miniature)의 예술이다. 이 지방은 5세기 중엽쯤에 기독교에 귀의하고, 대륙보다도 빨리 수도원 활동이 활발해졌다. 성전사본(聖典寫本)은 둘레와 특히 두문자(頭文字)를 복잡하게 짜넣은 장식문자로 아로새겨서 두 문자만으로 한 페이지 전체를 채우고 있는 경우도 있다. 가장 복잡한 모양을 나타내고 있는 <켈스의 책>(더블린 트리니티 칼리지 소장)의 모노그램 속에는 그리스도를 나타내는 그리스어(語)의 3자(字), XPI가 바탕이 되어 있는 배경 부분과 마찬가지로 기하학적 무늬나 와문·식물·조수(鳥獸), 도안화된 인물 등으로 그려져 있다. 북부 영국에서 만들어진 <린디스판의 복음서>(8세기, 대영박물관 소장)는 사물의 양식화(樣式化)가 전자(前者) 같지는 않지만 같은 계열에 속하는 걸작이다. 그 외에 <다로우의 복음서>(8세기), 트리니티 칼리지 소장) <성(聖) 갈렌 복음서>(8세기) 등은 대표작이다. 그들에게 있어서 성전(聖典)을 장식하는 것은 신의 말씀을 아름답게 장식하는 것이었다. 지나칠 만큼 장식요소를 사용하여 힘찬 느낌을 나타내고 있는 점에 켈트인의 풍부한 감성을 엿볼 수 있다. 잉글랜드를 점령한 앵글로 색슨인이 기독교로 개종하자, 이곳을 거쳐 아일랜드의 수도사들은 7∼8세기에 북프랑스로부터 스위스에 걸쳐서 활발한 포교를 했기 때문에 아일랜드켈트의 미술, 특히 장식사본의 양식이 이들 지방에 전해져 켈트 미술의 제2의 영향이 대륙에 나타났다. 로마네스크 미술은 그 감화를 다분히 받았다. 또한 사본(寫本)을 장식 두문자로 시작하는 습관은 전유럽에 보급되었다.

## 같이 보기
- 대청 (식물)

## 참조
- 이 문서에는 다음커뮤니케이션(현 카카오)에서 GFDL 또는 CC-SA 라이선스로 배포한 글로벌 세계대백과사전의 내용을 기초로 작성된 글이 포함되어 있습니다.